# Łęki Małe (województwo łódzkie)
Łęki Małe – wieś w Polsce położona w województwie łódzkim, w powiecie wieruszowskim, w gminie Lututów.
W latach 1975–1998 miejscowość administracyjnie należała do województwa sieradzkiego.
W tej wsi jest stara kapliczka przydrożna wykonana z jednego pnia drzewa. Wewnątrz – figura Matki Boskiej z Dzieciątkiem.